# 太田いず帆
太田 いず帆（おおた いずほ 、1987年10月27日 - ）は日本の女優。
岩手県出身、所属事務所はTOM company。

## 受賞歴
- 2015年 - 第9回小田原映画祭 - 桐賞(最優秀俳優賞)受賞『押し入れ女の幸福』

## 出演

### テレビドラマ
- 救命病棟24時（2013年、フジテレビ）
- ぴんとこな（2013年、TBS） 第8話
- このミステリーがすごい！ -ダイヤモンドダスト-（2014年、TBS）
- 遺留捜査 （2015年、テレビ朝日）
- 世にも奇妙な物語 25周年記念!秋の2週連続SP (映画監督編 清水崇監督)（2015年、フジテレビ）
- 夏目漱石の妻（2016年、NHK）第4話
- ラブホの上野さん （2017年、フジテレビ）第5話
- 東日本大震災復興動画制作プロジェクト〜岩手復興ドラマ〜 第1話「日本一ちいさな本屋」 （2017年、岩手めんこいテレビ）
- 駐在刑事（2020年、テレビ東京）シーズン２ 第3話 - 花岡仁美役
- 相棒 season23 第18話・最終話（2025年3月5日、12日、テレビ朝日） - 石田心 役[1]

### 映画
- 冷夏（2009年）
- ふゆのこどもたち（2010年）主演
- ドーナツ。（2011年）主演
- リビング（2012年）主演
- ゴールデンフィッシュ（2012年）主演
- 押し入れ女の幸福（2013年）主演 -2015年度小田原映画祭 桐賞(最優秀俳優賞)受賞-
- 決戦（2013年）主演
- めりーくりすます（2013年）主演
- すべては君に逢えたから（2013年）
- ゾンビの正しい育て方（2014年）
- ヤスの友達（2014年）
- チーム・バチスタFINAL ケルベロスの肖像（2014年）
- 桜橋の恋人（2016年）
- SUBTANKS（2016年）主演
- OKINAWA1965（2018年）朗読 / 嬉野京子
- さくらになる（2018年）主演
- かぞくあわせ「最高のパートナー」（2019年）ユーコ

### 舞台
- D社の公演 vol.3『踊ってた気さえ』（2024年）[2]

### ミュージックビデオ
- Distance/JUJU